# Lancio del disco
Il lancio del disco è una specialità sia maschile che femminile dell'atletica leggera in cui cerca di scagliare il più lontano possibile un attrezzo di forma lenticolare fatto di legno, con un'anima in metallo (il disco).
Il lancio del disco è uno sport antico. Il Discobolo di Mirone, la celeberrima scultura che ritrae un atleta che si appresta a scagliare il disco, risale al V secolo a.C. Nelle Olimpiadi moderne il lancio del disco maschile è previsto sin dalla prima edizione, mentre la gara femminile fu introdotta ai Giochi di Amsterdam 1928.

## Caratteristiche
Per svolgere questa disciplina l'atleta deve avere una certa fisicità che gli permetta di vincere la forza del disco senza farsi trasportare, rimanendo stabile fino alla fase finale, quando deve effettivamente lanciare. In genere i lanciatori del disco hanno una buona forza esplosiva e anche molto equilibrio per il movimento di preparazione.
Il lancio del disco si svolge sempre all'aperto, su una pedana circolare con diametro interno di 2,50 m, circondata da una gabbia per proteggere gli spettatori, i giudici e gli altri concorrenti da un eventuale lancio in direzione sbagliata.

### Attrezzatura
È una disciplina di precisione, quindi il risultato dipende da quanto è corretta la tecnica di lancio, ma possono influire anche il tempo atmosferico e il disco che si usa. Per le donne il disco pesa 1 kg e ha un diametro di 180 mm e uno spessore di 37 mm, per gli uomini pesa 2 kg e ha un diametro di 219 mm e uno spessore di 44 mm.
Il disco è solitamente composto da un corpo di legno rivestito da metallo e da una corona di metallo. L'atleta può essere squalificato se il disco non rispetta le misure o il peso regolamentari e se ha tacche, sporgenze o qualunque cosa possa aiutare a tenerlo meglio in mano; a questo scopo è consentito solo del gesso che deve essere facilmente rimovibile per non influenzare gli altri atleti.
Oltre al disco, come attrezzature ci sono le scarpe da lancio, rigide con la suola piatta in modo da aiutare l'atleta a compiere le rotazioni; se non si hanno le scarpe da lancio, si possono usare quelle normali, a patto che abbiano la suola sempre piatta.

### Tecnica
La tecnica ha l'obiettivo di mettere il disco in posizione ideale per essere lanciato, creare una torsione per aiutarci nella fase finale a dare più spinta al disco e per avere una buona base di appoggio e di equilibrio per la rotazione.
Il lancio può essere diviso in 6 fasi:
- Fase preliminare, dove si fa oscillare un po' il disco per iniziare a dargli un po' di velocità e per impostare il ritmo di lancio;
- Partenza, dove si porta il peso del corpo sul piede sinistro, si fa prendere velocità al corpo e si inizia a ruotare intorno all'asse longitudinale del corpo;
- Torsione sul piede sinistro, dove si crea un ulteriore aumento di velocità e si inizia a creare una rotazione ampia che è molto importante per avere la giusta velocità e torsione;
- Fase di volo, in cui l'obiettivo è quello di far arrivare alla posizione finale prima la parte inferiore del corpo e poi quella superiore per creare torsione. Per farlo, bisogna controllare la velocità degli arti e portare il braccio del disco a raggiungere la sua massima ampiezza;
- Fase di rotazione del piede destro al centro della pedana, per far raggiungere la massima torsione al corpo, riprendere velocità dopo il primo giro e riprendere equilibrio. Questa fase mette il corpo in una posizione favorevole a lanciare con una traiettoria di accelerazione del disco massima e permette agli arti inferiori di iniziare la catena che porterà al finale;
- Fase di rilascio, dove si cerca di trasmettere al disco tutta la velocità e la forza ottenute con la torsione e i due giri compiuti.

## Regolamento
Le regole sono simili a quelle delle altre prove di lancio: i concorrenti hanno a disposizione un certo numero di lanci e vengono valutati in base al loro miglior lancio valido. Vince chi ha effettuato il lancio più lungo.
L'attrezzo utilizzato per essere accettato in gara e per l'omologazione di un record deve essere conforme alle specifiche della World Athletics. Per le donne il disco pesa 1 kg e ha un diametro tra i 180 e i 182 mm e uno spessore tra 37 e 39 mm, mentre per gli uomini il peso è di 2 kg, il diametro tra i 219 e i 221 mm e lo spessore tra 44 e 46 mm. La pedana entro la quale l'atleta esegue la prova è circolare, con un diametro interno di 2,50 m, dotata di una robusta gabbia a forma di U, che assicura l'incolumità degli spettatori, degli ufficiali di gara e degli altri concorrenti. Il settore di lancio è di 34,92° con il vertice coincidente con il centro della pedana.
Per effettuare un lancio, il concorrente si posiziona all'interno della pedana, esegue una o più torsioni da fermo, inizia la fase rotatoria e dopo uno o un giro e mezzo rilascia il disco. Il lancio è valido se l'intero disco cade dentro i margini interni delle linee bianche delimitanti il settore di caduta. Inoltre, perché il lancio sia valido, il concorrente non può lasciare la pedana fino a quando il disco non ha toccato terra e deve uscire dal semicerchio posteriore. Altro motivo di lancio non valido è se durante la fase rotatoria l'atleta tocca il bordo superiore o esterno della pedana.
La distanza percorsa dal disco dipende non solo dalla spinta ma anche dalla traiettoria che l'atleta riesce a imprimergli e dal comportamento aerodinamico dell'attrezzo.

## Record

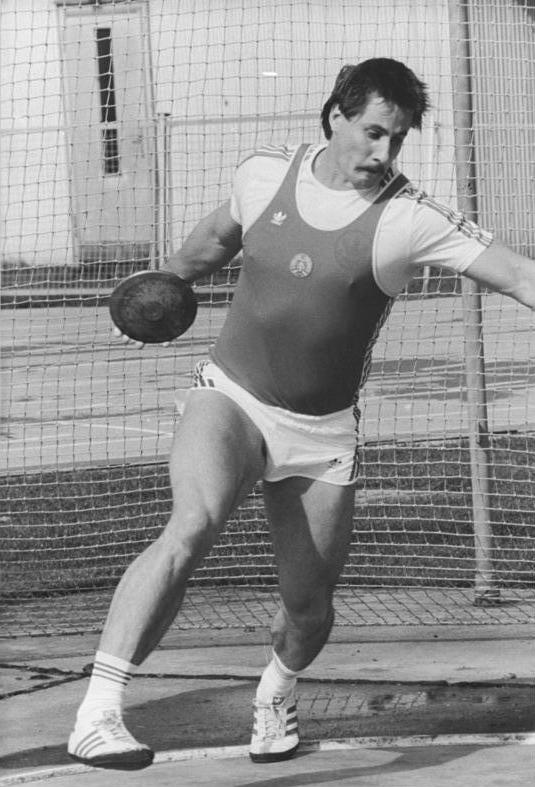
Jürgen Schult, che è stato detentore del record mondiale maschile per 38 anni

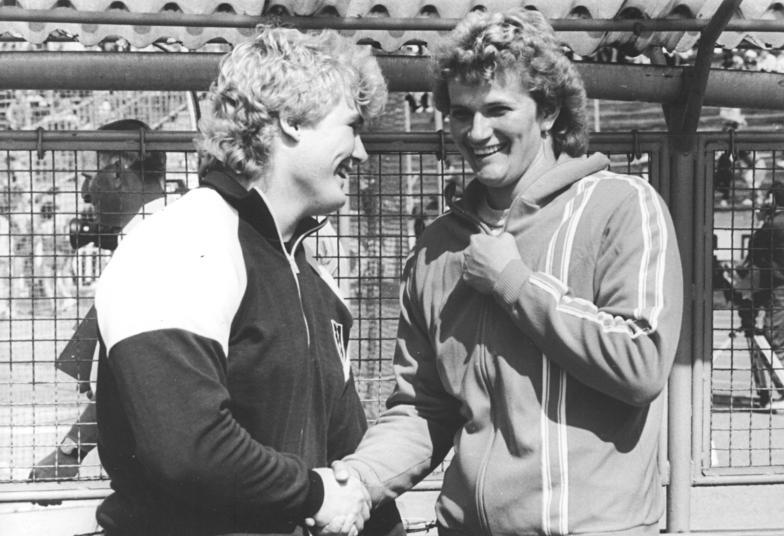
Gabriele Reinsch (a destra), primatista mondiale femminile

Il record mondiale del lancio del disco è di 74,35 m per gli uomini, stabilito dal Lituano Mykolas Alekna il 14 aprile 2024 a Ramona, e di 76,80 m per le donne, stabilito dalla tedesca Gabriele Reinsch il 9 luglio 1988 a Neubrandenburg.

### Maschili
Statistiche aggiornate al 07 agosto 2024.
|                             | Misura  | Atleta          | Luogo             | Data           |
| --------------------------- | ------- | --------------- | ----------------- | -------------- |
| Record mondiale             | 75,56 m | Mykolas Alekna  | Ramona            | 13 aprile 2025 |
| Record olimpico             | 70,00 m | Rojé Stona      | Parigi            | 7 agosto 2024  |
| Record africano             | 70,32 m | Frantz Kruger   | Salon-de-Provence | 26 maggio 2002 |
| Record asiatico             | 69,32 m | Ehsan Hadadi    | Tallinn           | 3 giugno 2008  |
| Record europeo              | 74,35 m | Mykolas Alekna  | Ramona            | 14 aprile 2024 |
| Record nord-centroamericano | 71,32 m | Ben Plucknett   | Eugene            | 4 giugno 1983  |
| Record oceaniano            | 71,48 m | Alex Rose       | Ramona            | 11 maggio 2024 |
| Record sudamericano         | 70,29 m | Mauricio Ortega | Lovelhe           | 22 luglio 2020 |
| Record nazionale            | 67,62 m | Marco Martino   | Spoleto           | 28 maggio 1989 |

### Femminili
Statistiche aggiornate al 30 settembre 2024.
|                             | Misura  | Atleta             | Luogo          | Data              |
| --------------------------- | ------- | ------------------ | -------------- | ----------------- |
| Record mondiale             | 76,80 m | Gabriele Reinsch   | Neubrandenburg | 9 luglio 1988     |
| Record olimpico             | 72,30 m | Martina Hellmann   | Seul           | 29 settembre 1988 |
| Record africano             | 64,96 m | Chioma Onyekwere   | Ramona         | 15 aprile 2023    |
| Record asiatico             | 71,68 m | Xiao Yanling       | Pechino        | 14 marzo 1992     |
| Record europeo              | 76,80 m | Gabriele Reinsch   | Neubrandenburg | 9 luglio 1988     |
| Record nord-centroamericano | 73,06 m | Yaimé Pérez        | Ramona         | 13 aprile 2024    |
| Record oceaniano            | 69,64 m | Dani Stevens       | Londra         | 13 agosto 2017    |
| Record sudamericano         | 65,34 m | Andressa de Morais | Leiria         | 26 giugno 2019    |
| Record nazionale            | 64,57 m | Daisy Osakue       | Pietrasanta    | 11 giugno 2023    |

Legenda:
: record mondiale
: record olimpico
: record africano
: record asiatico
: record europeo
: record nord-centroamericano e caraibico
: record oceaniano
: record sudamericano
: record italiano

## Migliori atleti

### Maschili
Statistiche aggiornate al 15 aprile 2024.
|     | Misura  | Atleta            | Luogo             | Data             |
| --- | ------- | ----------------- | ----------------- | ---------------- |
| 1.  | 74,35 m | Mykolas Alekna    | Ramona (Oklahoma) | 14 aprile 2024   |
| 2.  | 74,08 m | Jürgen Schult     | Neubrandenburg    | 6 giugno 1986    |
| 3.  | 73,88 m | Virgilijus Alekna | Kaunas            | 3 agosto 2000    |
| 4.  | 73,38 m | Gerd Kanter       | Helsingborg       | 4 settembre 2006 |
| 5.  | 71,86 m | Jurij Dumčev      | Mosca             | 29 maggio 1983   |
| 5.  | 71,86 m | Daniel Ståhl      | Bottnaryd         | 29 giugno 2019   |
| 5.  | 71,86 m | Kristjan Čeh      | Jõhvi             | 16 giugno 2023   |
| 8.  | 71,84 m | Piotr Małachowski | Hengelo           | 8 giugno 2013    |
| 9.  | 71,70 m | Róbert Fazekas    | Szombathely       | 14 luglio 2002   |
| 10. | 71,50 m | Lars Riedel       | Wiesbaden         | 3 maggio 1997    |

### Femminili
Statistiche aggiornate al 30 settembre 2024.
|     | Misura  | Atleta            | Luogo           | Data             |
| --- | ------- | ----------------- | --------------- | ---------------- |
| 1.  | 76,80 m | Gabriele Reinsch  | Neubrandenburg  | 9 luglio 1988    |
| 2.  | 74,56 m | Zdeňka Šilhavá    | Nitra           | 26 agosto 1984   |
| 2.  | 74,56 m | Ilke Wyludda      | Neubrandenburg  | 23 luglio 1989   |
| 4.  | 74,08 m | Diana Gansky      | Karl-Marx-Stadt | 20 giugno 1987   |
| 5.  | 73,36 m | Irina Meszynski   | Praga           | 17 agosto 1984   |
| 6.  | 73,28 m | Galina Savinkova  | Donec'k         | 8 settembre 1984 |
| 7.  | 73,22 m | Cvetanka Hristova | Kazanlăk        | 19 aprile 1987   |
| 8.  | 73,10 m | Gisela Beyer      | Berlino         | 20 luglio 1984   |
| 9.  | 73,09 m | Yaimé Pérez       | Ramona          | 13 aprile 2024   |
| 10. | 72,92 m | Martina Hellmann  | Potsdam         | 20 agosto 1987   |